# Tim Blättler
Tim Blättler (* 4. September 1994 in Kerkrade, Limburg) ist ein niederländischer Fußballspieler. Sein Debüt in der Eredivisie gab er am 28. November 2015 als Einwechselspieler im Match im Abe-Lenstra-Stadion beim SC Heerenveen.